# دوران قبطی

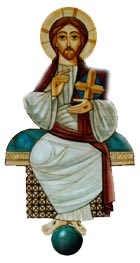
شمایل مسیح در یک تمثال قبطی.

دوران قبطی (انگلیسی: Coptic period) (قبطی‌ها) نام تعیین‌کننده غیررسمی برای اواخر مصر دوران روم باستان (قرن‌های سوم و چهارم) و مصر وابسته به روم شرقی (بیزانسی) (قرن‌های چهارم تا هفتم) است. این دوران به واسطه تغییرات مذهبی، از دین مصر باستان به ارتدکس قبطی در فرهنگ مصری تا دوران فتح مصر توسط مسلمانان در قرن هفتم میلادی تعریف می‌شود.
این دوران در حدود قرن سوم میلادی آغاز شد و بر اساس منابع تاریخی تا رسیدن دین اسلام به مصر در قرن هفتم میلادی و یا تا حدود دوران کاهش قابل توجه پیروان مسیحیت در مصر در قرن نهم میلادی ادامه یافت.
گرچه اصطلاح «دوران قبطی» در مباحث عمومی استفاده می‌شود؛ اما از بکارگیری آکادمیک آن به دلیل مبهم بودن اجتناب شده و از اصطلاح‌های دوران باستان متاخر یا مصر بیزانسی در رشته‌های تاریخ‌نگاری استفاده می‌شود. امروزه مسیحیت قبطی همچنان پیروان بسیاری در مصر دارد.